# Torre de la Fullola
La Torre de la Fullola (en catalán: Castell de la Fullola) está situado en un pequeño cerro en el centro de un valle que se extiende entre la sierra de las Molas y el cuello de la Mola, a unos 12 km al nordeste de Tortosa (Tarragona). Es un ejemplo muy notable de torre y de fortificación relacionadas con un lugar poblado.

## Historia
Las primeras referencias documentales son del siglo XIII. El año 1208, Ramon de Montcada otorgó una carta de poblamiento a Pere Nebot y los suyos por la cual les concedía el castillo y el término de la Fullola para que los poblaran según las costumbres de Tortosa. La carta habla de «castellus cum turre te domos [...] te casales». En 1216 hay documentada otra carta de poblamiento del mismo lugar, hecha por Ramon de Montcada a favor de Arnau de Figuerola y los repobladores que él estableciera.
En tiempos de Jaume I el lugar de la Fullola pasó a manos reales y en el siglo XV aparece unido al término de la ciudad de Tortosa. En el siglo XIX consta como despoblado.

## Arquitectura
El castillo es formado básicamente por una alta y esbelta torre de planta circular, seguramente de base maciza,  y por un recinto dentro del cual hay un vallado hecho con paredes de tapia y algunas dependencias. La torre tiene un diámetro de 4,5 m y una altura de 16 m. El grueso del muro es de 1 m al nivel de la puerta que se abre hacia el oeste y es situada a unos 5 m del suelo exterior. La puerta es rectangular, acabada afuera con un dintel plano, monolítica; En el interior el espacio del muro es cubierto con unas maderas. Los montantes son hechos con piedras poco trabajadas. Aparte de la puerta, a unos 12 m y a unos 14 m de altura hay dos aspilleras orientadas a sur.
El aparato constructivo de la torre es hecho con piedras de medida mediana sin trabajar y colocadas con hiladas. A la parte superior son más pequeñas y más muy alienadas. Toda la torre debía de ser enlucida.
La torre era situada dentro de un vallado que hacia el sur se extendía a unos 11 m de la torre y hacia el norte posiblemente a unos 27 m. Al norte del recinto  habría un vallado de piedra y tapia, de unos 15 x 15 m. La tapia se conserva solo a la parte meridional donde hay un tramo de unos 4,5 m. Entre este vallado y la torre hay restos de numerosas paredes. A la banda oeste vemos dos cuartos anejos de una longitud de 10,5 m y una anchura de 5,2 m, que son en parte vaciadas a la roca.  Las paredes son hechos con hiladas de piedra poco trabajadas unidas con mortero de cal. Otro restos de paredes se encuentran más hacia el este y hacia el sur y, unas docenas de metros hacia el noroeste hay restos de una construcción pequeña, de unos 3 m de lado, hecho de tapia. 
Aparte de los restos relacionados con el castillo, al núcleo de poblamiento medieval era completado con la iglesia, gótica, situada al este de la torre y varias viviendas dispersas en el entorno de la fortificación.
La datación situaría la torre y otros elementos del castillo al siglo XIII, quizás hacia el año 1200. No obstante, algunos elementos pueden ser más antiguos, incluso de antes de la conquista cristiana. Algunas de las casas alrededor de la fortificación serían ya claramente góticas.